# Ancône (race de poule)
Pour les articles homonymes, voir Ancône (homonymie).
L'Ancône, en italien Ancona, est une race de poule domestique originaire d'Italie.

## Origines
Selon certaines sources, elle descendrait d'une variété de Leghorn, une autre race italienne. Elle tire son nom de la ville et de la province d'Ancône, dans la région des Marches. Très courante dans le centre de l'Italie au XIXe siècle, elle prit le nom d'Ancône quand elle fut exportée vers le Royaume-Uni vers 1850 en partant du port de la ville. Les oiseaux sont exportés aux États-Unis vers 1888. En 1910, une variété à crête rose est présentée à Birmingham, en Angleterre.
Son élevage périclite dans le milieu du XXe siècle, menaçant la pérennité de la race. Les éleveurs de cette race se font rares au début du XXIe siècle et les principaux pays l'élevant encore sont l'Australie, la Nouvelle-Zélande et le Royaume-Uni.

## Description
C'est une volaille svelte de type méditerranéen, très bonne pondeuse. Elle ressemble fortement à la leghorn. Sa tête à une crête rouge simple et droite mais la variété à crête rose a une crête en forme de « rein ». Ses oreillons sont blancs et ses yeux rouge-orangé. 
Son plumage est de couleur sombre, noir ou bleu, tacheté de blanc c'est-à-dire « caillouté blanc ». Sa peau est jaune et ses tarses également jaunes. Le coq peut peser jusqu’à 2,8 kg et la poule 2,2 kg. 

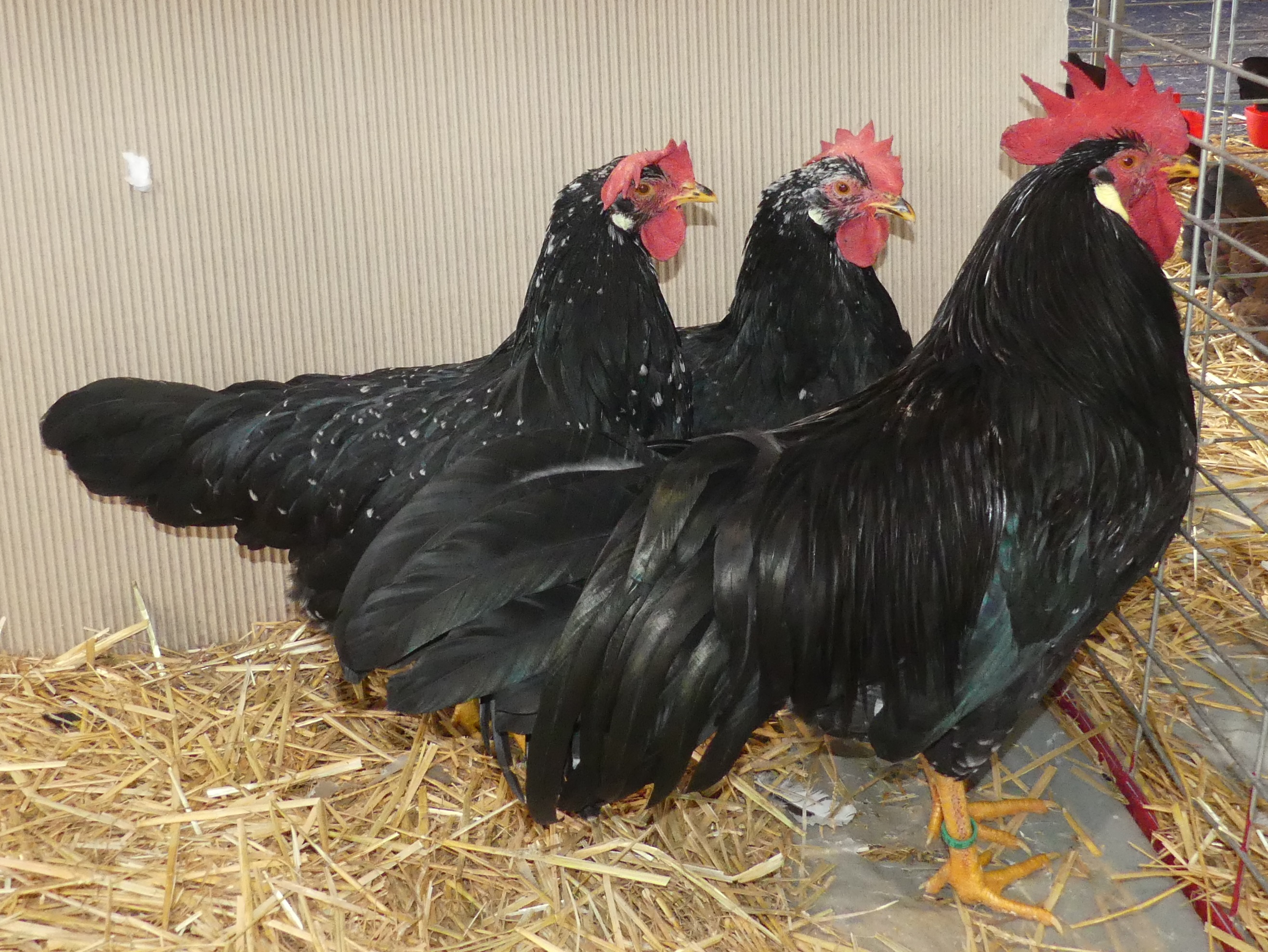
Poules et coq Ancône (grande race).

Ses œufs pèsent 50 g et ont une coquille blanche.

## Élevage et statut
C'est une race rustique et prolifique. Elle est une bonne pondeuse, avec en moyenne 220 œufs par an ; ceux-ci pèsent 50 g ou plus. Les poules ont peu tendance à couver ; les jeunes peuvent commencer à pondre à l'âge de cinq mois.
En 2025, son statut de conservation à l'échelle mondiale est « en danger », avec un peu plus de 800 oiseaux recensés, dont la plupart en Australie. En Italie, leur nombre est très faible et son statut est « critique » (dans les années 2000, sa population est évaluée à une centaine d'individus dans son pays d'origine). Grâce à un regain d'intérêt pour la race, dans le but de la présenter lors de concours et expositions avicoles, son élevage reprend peu à peu.
Une initiative visant à rétablir la race dans sa région d'origine et à préserver sa biodiversité est lancée en 2000. Cette initiative est soutenue par la CIA Marche (Confederazione Italiana Agricoltori delle Marche, littéralement « Confédération italienne des agriculteurs des Marches ») qui aide au développement d'un élevage extensif et bio dans le cadre d'un projet d'agritourisme.

## Standards
La race est officiellement reconnue en Europe comme en France par la Fédération française des volailles, au Royaume-Uni avec le British Poultry Standard mais aussi en Italie.
La race Ancona à crête simple est reconnue par l'American Poultry Association en 1898, et la variante à crête rose en 1914.
Les oiseaux sont bagués avec une bague de 18 mm pour le coq et 16 mm pour la poule.

## Variété naine
Une forme naine, ayant les même couleurs que la forme grande, a été développée au Royaume-Uni. Le coq pèse 680 g et la poule 650 g. Les œufs, également avec une coquille blanche, pèse 40 g.
Les oiseaux sont bagués avec une bague de 12 mm pour le coq et de 10 mm pour la poule.

### Autres sources
- Le Standard officiel des volailles (Poules, oies, dindons, canards et pintades), édité par la Société centrale d'aviculture de France.